# Crudele giovedì grasso
La rivolta del Crudele Giovedì Grasso (Crudêl Joibe Grasse in friulano, Crudel zobia grassa nel linguaggio tosco-veneto usato da Gregorio Amaseo) fu una insurrezione contadina scoppiata nel 1511 in Friuli, "la maggiore dell'Italia rinascimentale" (F. Bianco).

## Antefatti

### Il malcontento in Friuli tra XV e XVI secolo
A meno di cento anni dall'occupazione veneziana della Patria del Friuli dilagava fra la popolazione il malcontento, causato dai pesanti privilegi esercitati da clero e nobiltà; a peggiorare la situazione, le famiglie nobili erano poi in costante guerra fra loro, il che causava un aumento delle tasse, devastazione del territorio e l'obbligo di prestare servizio militare per il proprio signore.
Il governo veneziano non aveva mai considerato il Friuli allo stesso rango degli altri domini di terra, ma aveva interesse a mantenervi il suo predominio per tenere quanto più distanti da Venezia le truppe imperiali e turche.
Questo atteggiamento si rifletteva anche nelle scelte politiche della "dominante", caratterizzate dalla mancanza di provvedimenti atti a migliorare la condizione della popolazione (principalmente rurale) sul piano sociale ed economico.
Ciò acuì l'isolamento della regione (anche dal punto di vista culturale e linguistico), impedendo lo sviluppo di ogni forma evoluta di governo popolare (che le comunità rurali chiedevano sempre più frequentemente) e quindi portando all'esasperazione i rapporti feudali di tipo suddito (contadino) – signore (nobile), ai quali i contadini friulani erano sottoposti da secoli; rapporti quanto mai precari anche per il fatto che la nobiltà, privata del suo antico potere dal governo di Venezia, cercava di mantenere il suo status sociale sfruttando i pochi diritti rimasti e i servigi dovuti dai contadini.

### Le prime sommosse popolari
I primi tumulti cominciarono a verificarsi già il 30 luglio 1509, quando a Sterpo una folla di contadini armati, guidata da Asquino e Federico Varmo, capi delle cernide e clienti ben noti di Antonio Savorgnan, raggiunti in seguito da Ippolito Valvasone, Francesco Cortona e Vincenzo Pozzo, prese possesso del castello - in quel momento occupato solo da Nicolò Colloredo, figlio di Albertino, e quattro servitori - fece prigioniero Nicolò, che fu condotto a Udine, cacciò i servitori, e lo diede alle fiamme. Era l'ultimo atto di uno scontro che si trascinava da tempo da parte degli abitanti di Virco, Flambro e Sivigliano contro i nobili Colloredo, proprietari del castello, accusati di usurpare i pascoli e i boschi della comunità per il proprio tornaconto.
Questo era stato l'evento che aveva maggiormente colpito l'opinione pubblica, ma da diversi anni tutta la regione era scossa da liti e scaramucce promosse dai contadini verso i nobili e i loro famigli, bravi, armigeri o rappresentanti (scontri si verificarono a Spilimbergo, Maniago, Valvasone, Portogruaro, Colloredo, Tarcento).
Nel 1510 un gruppo di nobili friulani, di ritorno da Venezia dove erano stati a chiedere maggiori provvedimenti per arginare la situazione, venne intercettato e messo in fuga da un gruppo di contadini armati, all'altezza di Zompicchia (agguato di Malazumpicchia).

### Gli schieramenti alla vigilia del giovedì grasso 1511
I Savorgnan, famiglia della nobiltà udinese dichiaratamente filoveneziana, cavalcarono il malcontento inasprendo il conflitto sociale, allo scopo di approfittare della situazione per trarne vantaggi personali. La loro politica era basata su un sistema clientelare che li legava direttamente alla popolazione. Nelle loro giurisdizioni concedevano diritti ai contadini o confermavano come tali antiche usanze di sfruttamento dei terreni. In caso di cattivo raccolto, aprivano i loro magazzini alla popolazione affamata, concedevano prestiti, ascoltavano il parere dei rappresentanti delle vicinie. Questo sistema di protezione era mirato a creare un vero e proprio clan, i cui appartenenti presero il nome di "zamberlani" (o zambarlani, çambarlans), che si riconoscevano nella figura carismatica di Antonio Savorgnan, talmente vicino ai dominatori veneti, da essere nominato comandante generale delle cernide, le milizie armate contadine (che venivano richiamate in caso di guerra).
A questa fazione si opponeva il partito degli "strumieri" (strumîrs) cui aderì gran parte dell'antica nobiltà friulana che mal sopportava i tentativi della Serenissima di contenere i loro poteri; alla loro testa erano i membri della famiglia della Torre, nemici giurati dei Savorgnan già dal 1339. Gli strumieri ottennero l'appoggio del Sacro Romano Impero in chiave antiveneziana.

## Esplosione della rivolta del Giovedì Grasso
Il giorno di giovedì grasso (27 febbraio 1511), secondo l'Amaseo, Antonio Savorgnan inscenò un attacco imperiale a Udine (secondo alcune fonti si sarebbe forse trattato di soldati cividalesi comandati da Alvise da Porto, suo nipote), chiamando a raccolta la popolazione per la difesa della città.
Nel mezzo del caos creato dal mancato attacco, i bravi dei Savorgnan istigarono la popolazione in armi al saccheggio delle dimore cittadine dei della Torre cui seguirono, sull'onda della brama di bottino, quelle di tutta la nobiltà udinese (fatta eccezione per il palazzo dei Savorgnan, vero quartier generale della rivolta).
Molti membri delle famiglie della Torre, Colloredo, della Frattina, Soldonieri, Gorgo, Bertolini e altre furono trucidati, i loro cadaveri furono spogliati e abbandonati per le vie del centro, se non lasciati come pasto ai cani o trascinati nel fango e poi gettati in prossimità dei cimiteri. I rivoltosi indossarono poi gli abiti dei nobili inscenando una macabra mascherata e imitando i modi degli originari possessori incarnando di fatto lo spirito di "inversione delle parti" tipico del carnevale. I nobili che riuscirono a fuggire si ritirarono nei loro castelli o, al di là del Tagliamento, nel Friuli occidentale.
A questo punto si sarebbe concluso il piano di Antonio Savorgnan che, rimasto ufficialmente estraneo alle sommosse, aveva di fatto eliminato fisicamente gran parte dei nobili suoi avversari politici. Nel tentativo di evitare eventuali tradimenti avrebbe fatto assassinare due suoi uomini d'arme, tali Giovanni di Leonardo Marangone di Capriglie (detto "Vergon") e Bernardino di Narni, a conoscenza del suo coinvolgimento e ne fece gettare i cadaveri, assieme a quello di una terza testimone, tale "fantesca di Pietro Urbano", nel pozzo di San Giovanni, benché i corpi ritrovati successivamente risultassero irriconoscibili.
Altre fonti dipingono l'accaduto come una perdita di controllo sui sottoposti da parte di Antonio Savorgnan, che in realtà contribuì a salvare alcune famiglie rivali dal massacro. Bisogna tener conto che la fonte principale dei fatti riportati è Gregorio Amaseo, ne La crudel Zobia Grassa. Per quanto dettagliata sia la relazione del suddetto, non bisogna tuttavia dimenticare che questi ha vissuto la vicenda in prima persona dalla parte degli Strumieri (ovvero tutti quei nobili che erano contro i Savorgnan), e dunque racconta la storia screditando ed insultando quel mostro che pare essere stato lo stratega carismatico che Antonio rappresenta. Altre fonti, vedi ad esempio Edward Muir ne Il sangue s'infuria e ribolle, riconsiderano l'operato del nobile Antonio, ritenendo che Amaseo lo abbia grandemente sopravvalutato.

## Proseguimento dello scontro
Solo il 1º marzo arrivò in città un contingente armato di cento cavalieri proveniente da Gradisca e guidato da Teodoro del Borgo - "mentre anche il popolo si sollevava a vendetta" (P. Paschini) - che riuscì a riportare l'ordine pubblico, ma non a interrompere la baldoria carnevalesca incentrata sullo scherno nei confronti dei nobili assassinati.
Nel frattempo la scia di violenze si diffuse a macchia d'olio ai territori limitrofi di Udine e pian piano a tutta la regione. Gli abitanti dei villaggi, per lo più contadini ed armati come per andare in battaglia, assediarono i castelli abitati dalla nobiltà: furono presi con la forza quelli di Spilimbergo, Valvasone, Cusano, Salvarolo e Zoppola. Dell'assedio di quest'ultimo ci rimane testimonianza scritta: presero il castello brusando e deturpando dalla cima al fondo, circumdata da ornatissime case, in mezzo della cui corte trassero nuda madonna Beatrice de Freschi de Cucagna, donna de Thomaso consorte, con madonna Susanna decrepita sua madre [...], conducendo fora de lì captiva Madonna Lunarda Thana, vedova de Alvise di Consorti [...], usando contra de lei mille rusticità et scherni a la tangaresca.
Vennero distrutti i castelli di Zucco, Cergneu, Tarcento, Colloredo, Caporiacco, Pers, Mels, Brazzacco, Moruzzo, Fagagna, Villalta e Arcano. Saccheggi nei confronti delle dimore nobiliari si verificarono anche a Tolmezzo, Venzone, e Tricesimo.
A quel punto la fortuna dei Savorgnan cominciò a venire meno, e contrariamente ai loro desideri, anche nei loro stessi domini iniziò la protesta e furono presi d'assalto Buia e Pinzano, dove i contadini si rivoltarono contro i loro signori, principali fautori della rivolta, venendo sedati a fatica. Non bastando tale rivolta interna, le truppe degli strumieri riuscirono a riorganizzarsi presso il castello di Giulio di Porcia e suo fratello Federico, questa volta ottenendo il supporto dei veneziani attraverso il provveditore della Serenissima a Pordenone, Alvise Bondoniero,  oltre che di alcuni sacilesi e di circa 800 contadini di Cordenons. 
Lo scontro decisivo avvenne presso il fiume Cellina, dove la cavalleria (circa 70 cavalieri) e il miglior addestramento degli strumieri ebbero la meglio, causando la rotta degli zamberlani non più sicuri dell'appoggio veneziano. Quale monito, Giulio di Porcia fece impiccare uno dei capi della rivolta presso il castello di Zoppola, obbligando i prigionieri ad assistere alla scena. Un documento dell'epoca ne fornisce un resoconto donde habiandoli posti in fuga como castroni spaventati dal lupo sariano preceduti più avanti, se non fossero stati desuasi da messer Alvise Bondoniero Proveditor de Pordenon, dicendoli non piaceria ala Signoria che se fessero ragione in se stessi.
Il 26 marzo dello stesso anno, un violento terremoto devastò Udine e l'intera regione, che costò la vita a quasi 10 000 persone. In seguito gli stessi territori furono flagellati da peste, carestie e violenti eventi meteorologici nel mare Adriatico, tra Venezia e Trieste. Questi eventi tragici vennero interpretati dai contemporanei come il segno tangibile del giudizio divino.

## Epilogo

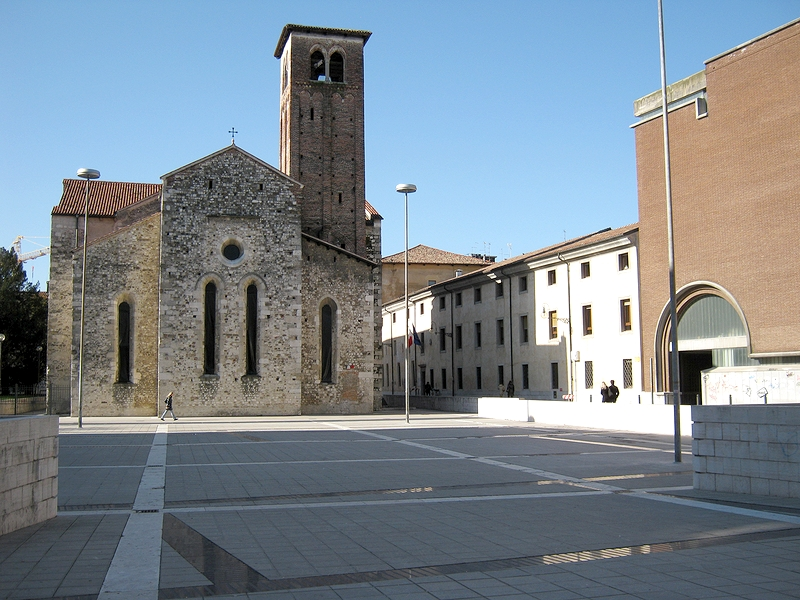
Udine: Piazza Venerio e la chiesa di San Francesco. Il marmo lucido indica la planimetria del palazzo di Tristano Savorgnan, demolito nel 1549

Il governo di Venezia istituì un tribunale speciale che condannò a morte i maggiori esponenti della rivolta, senza però colpire il vero artefice, Antonio Savorgnan il quale, visto l'esito complessivamente negativo, decise paradossalmente di riparare tra le file degli imperiali che tanto aveva osteggiato, a Villaco, in territorio imperiale.
La vendetta però non tardò ad arrivare poiché una congiura di strumieri organizzò il suo assassinio che avvenne il 27 marzo 1512 all'uscita della chiesa di S. Giacomo di Villaco per mano dei nobili di Spilimbergo e di Colloredo. Il governo di Venezia confiscò i beni della casata nel 1549 - e distrusse il palazzo Savorgnan di Udine - dopo la vendetta perpetrata da Tristano Savorgnan a Venezia, in cui morirono Girolamo e Giovanni Battista Colloredo, Girolamo della Torre, Giacomo Zorzi e i famigli al seguito. I ruderi furono lasciati come monito in quella che venne poi chiamata place de ruvine (ovvero "piazza della rovina" in lingua friulana, attuale piazza Venerio).
La morte del Savorgnan non pose, quindi, termine all'insieme di vendette e di ritorsioni innescate dai fatti del giovedì grasso che avevano oramai perduto la dimensione collettiva della rivolta e acquistato il carattere della faida e del regolamento di conti personale. L'ultimo duello legato a queste vicende si verificò nell'aprile 1568 nella campagna mantovana tra Troiano d'Arcano e Federico Savorgnan, in cui morirono entrambi. Mesi dopo si celebrò a Venezia la pace con una cerimonia sfarzosa nella Chiesa di San Giovanni Battista, chiamata anche dai veneziani "San Giovanni dei Furlani", davanti al Procuratore di San Marco Alvise I Mocenigo.
La grande massa dei contadini che aveva partecipato ai moti riprese il lavoro dei campi nelle stesse condizioni di prima, ma il governo della Serenissima decise di prevenire possibili nuove rivolte andando parzialmente incontro alle richieste degli zamberlani e cioè istituendo l'organismo della Contadinanza, composto da rappresentanti dei contadini che potevano porre il veto alle proposte del parlamento friulano.